# Sub enana marrón

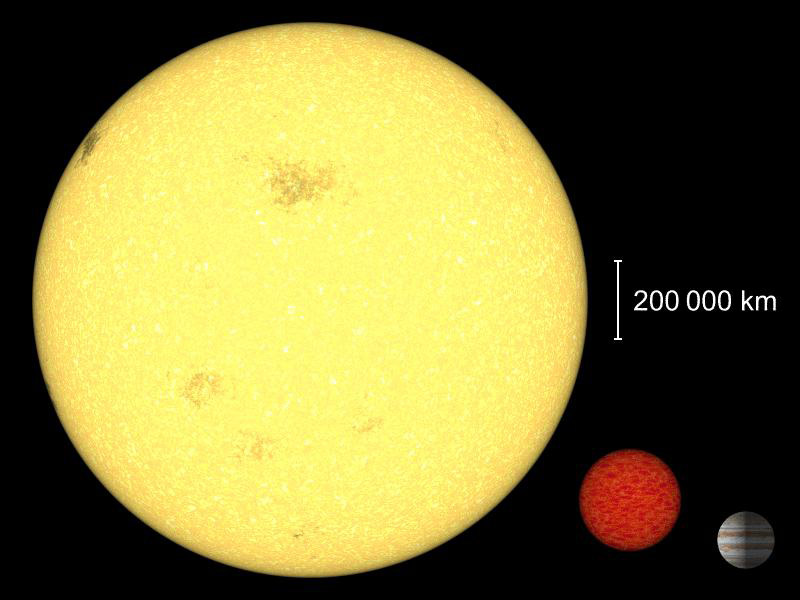
Una comparación de tamaño entre nuestro Sol, una joven subenana marrón y Júpiter. A medida que una enana marrón envejece, poco a poco se enfría y se contrae.

Una sub enana marrón es un objeto de masa planetaria cuya masa es menor que la masa mínima límite para una enana marrón (alrededor de 13 veces la masa de Júpiter). A diferencia de las enanas marrones adecuadas, no son suficientemente masivas como para la  fusión del deuterio.

## Enanas marrones fallidas
Las sub enanas marrones se forman de la manera de una estrella, a través del colapso de una nube de gas (quizá con la ayuda de la fotoerosión), y no por acreción o colapso del núcleo de un disco circunestelar. La distinción entre una enana marrón y un planeta no es clara; los astrónomos están divididos en dos bandos, si se debe considerar el proceso de formación de un planeta como parte de su división en la clasificación.

## Objetos interestelares
Una definición alternativa implica el mismo ámbito de masa (menos que una enana marrón, pero en el rango de planeta), pero está libre del apego gravitacional con cualquier estrella. Generalmente son referidos como planetas errantes. Este uso esta en la definición provisional de planetas extrasolares de la UAI para la definición de un planeta.

## Lista de las enanas marrones sospechosas
- 2MASS J044144
- 2M1207b
- SCR 1845-6357 B
- Cha 110913-773444
- OTS 44
- UGPS J0722-05